# Abbaye Saint-Feuillien du Rœulx
La construction de l'abbaye Saint-Feuillien du Rœulx, en 1125, a marqué l'histoire de la ville du Rœulx, située en Belgique dans la province de Hainaut. C'est autour de cette infrastructure de l'Ordre des Prémontrés que s'est développée la ville.
La communauté prémontrée a demeuré au Rœulx durant près de sept siècles avant de disparaître en mars 1797 à la suite de la Révolution française. Quelques vestiges de l'ancienne abbaye subsistent aujourd'hui dans le parc du château des Princes de Croÿ-Rœulx.

## Géographie
L'abbaye Saint-Feuillien du Rœulx a permis à la ville du Rœulx de se développer tout autour, au fil des siècles. Cette ville est située en Belgique, dans la province de Hainaut.

## Histoire
Au début du XIIe siècle, l'Église vit une période de renouveau et de réhabilitation de la pauvreté originelle. C'est dans cette disposition d'esprit qu'un petit groupe de religieux prémontrés vient s'établir dans le vieux Ruez, endroit stérile et désolé. C'est aussi la volonté de conserver les lieux du martyre de leur patron qui incite ces religieux de Fosses à venir fonder une nouvelle abbaye au Rœulx.
En effet, Feuillen (également orthographié Feuillien dans certains documents produits dans l'entité du Rœulx), le moine irlandais venu évangéliser les environs, fut martyrisé dans la forêt Charbonnière le 31 octobre 655, et dans la charte de fondation de l'abbaye, datant de 1125, Burchard, évêque de Cambrai, mentionne la chapelle de Saint-Feuillien, fait référence au martyre de saint Feuillen, reconnaissant la nouvelle communauté.

## Missions des chanoines
Outre la vie cloîtrée, les chanoines de Saint-Feuillien assuraient les offices dans les villages avoisinants tels que Mignault, Le Rœulx, Péronnes, Arquennes ou Strépy.

## Vestiges
Dans le parc du Château des Princes de Croÿ, on peut remarquer quelques vestiges de l'ancienne abbaye. On y distingue un fossé dit de l'abbaye, la petite Tour Passet, le chemin d'accès au domaine enclos de l'abbaye, la porte de Saint-Feuillien et la Maison du Portier. Seuls véritablement, le porche d'entrée et la Maison du Portier ont subsisté aux affres de la Révolution française.

### Le fossé
Au niveau de ce qu'il reste de l'ancienne enceinte urbaine, une façade est toujours bordée par un profond fossé, dit de l'abbaye, à laquelle il fut cédé. Ce fossé se prolonge vers l'Ouest sur environ 400 mêtres, marquant la limite entre l'espace urbain et l'enclos abbatial.

### La Tour Passet
Plantée juste à côté du pont de bois, passerelle du XIXe siècle qui enjambe le fossé précité, la petite Tour Passet protégeait le passage vers l'abbaye.

### Le chemin d'accès
Il existe un ancien chemin d'accès au domaine enclos de l'abbaye, naguère longé au Sud par un jardin potager, dont il ne subsiste qu'une partie du mur de clôture depuis son récent lotissement. A l'aboutissement de ce chemin, on découvre la porte dite de Saint-Feuillien, accostée au Nord par la Maison du Portier. A peu de distance, au Sud-Est, incorporés dans le parc du château depuis le XIXe siècle, se trouvent de très maigres vestiges, complètement enfouis dans la végétation, de la chapelle sans doute démolie avant 1802 et des bâtiments conventuels, disparus vers 1863.

### Le porche d'entrée
On note, sous une frise de briques denticulée, une porte charretière en plein cintre sur impostes, datant peut-être du XVIIIe siècle, dont l'encadrement en grès à ressaut s'orne, en manière d'archivolte, d'un tore terminé par un congé et bordé d'un arc de briques. Les montants sont en gros moellons équarris, comme le soubassement du pan de mur où s'inscrit cette porte. Les marques de pose pour l'arc sont encore bien visibles.

### La Maison du Portier
Cette construction perpendiculaire et basse du XVIIIe siècle s'abrite sous une bâtière d'éternit bordée d'une corniche de pierre en quart-de-rond et jadis limitée par des pignons débordants. Le flanc extérieur est élevé en moellons principalement gréseux et aveugle, excepté à l'extrémité gauche où il a été percé tardivement d'une fenêtre rectangulaire à montants de briques et d'une petite baie de même forme au niveau des combles. Au revers, il y a une façade en briques refaite au 1er tiers du XIXe siècle, alignant une porte et des fenêtres rectangulaires à montants en matériaux alternés, les secondes pourvues d'un appui prolongé en chaîne. Les pierres de remploi portent une marque du XVIe siècle. On note une fenêtre de même forme mais à montants chaînés à hauteur des combles et une autre du même type au rez-de-chaussée à gauche.
Le mur-pignon Sud est en briques, l'autre en moellons renforcé par des chaînes d'angle en calcaire jusqu'à la base du pignon, refait en briques pour sa part.
Dans le jardin, intégré dans le mur de clôture en moellons fermant la propriété au Sud, se trouve l'ancien accès au jardin potager de l'abbaye.
On peut voir une large porte en plein cintre sous accolade à retours, dotée d'un encadrement de calcaire à cavet, avec clé rehaussée d'un écu arasé et congés fort érodés aux montants harpés. On découvre la marque du maître de carrière E. Le Prince, suggérant une datation guère postérieure du milieu du XVIe siècle. La baie est aujourd'hui murée de briques.